# Leubingen

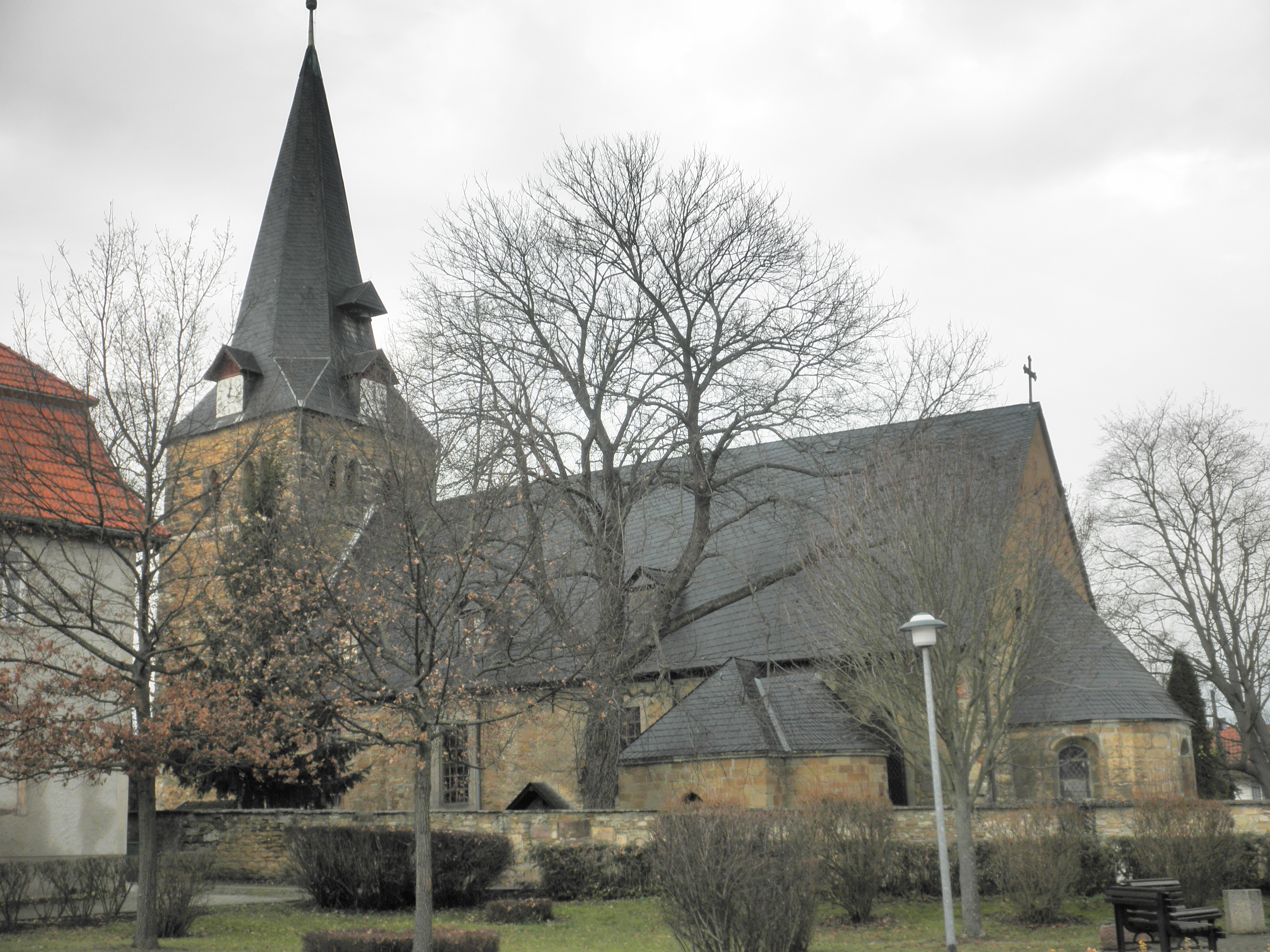
Kirche St. Petri

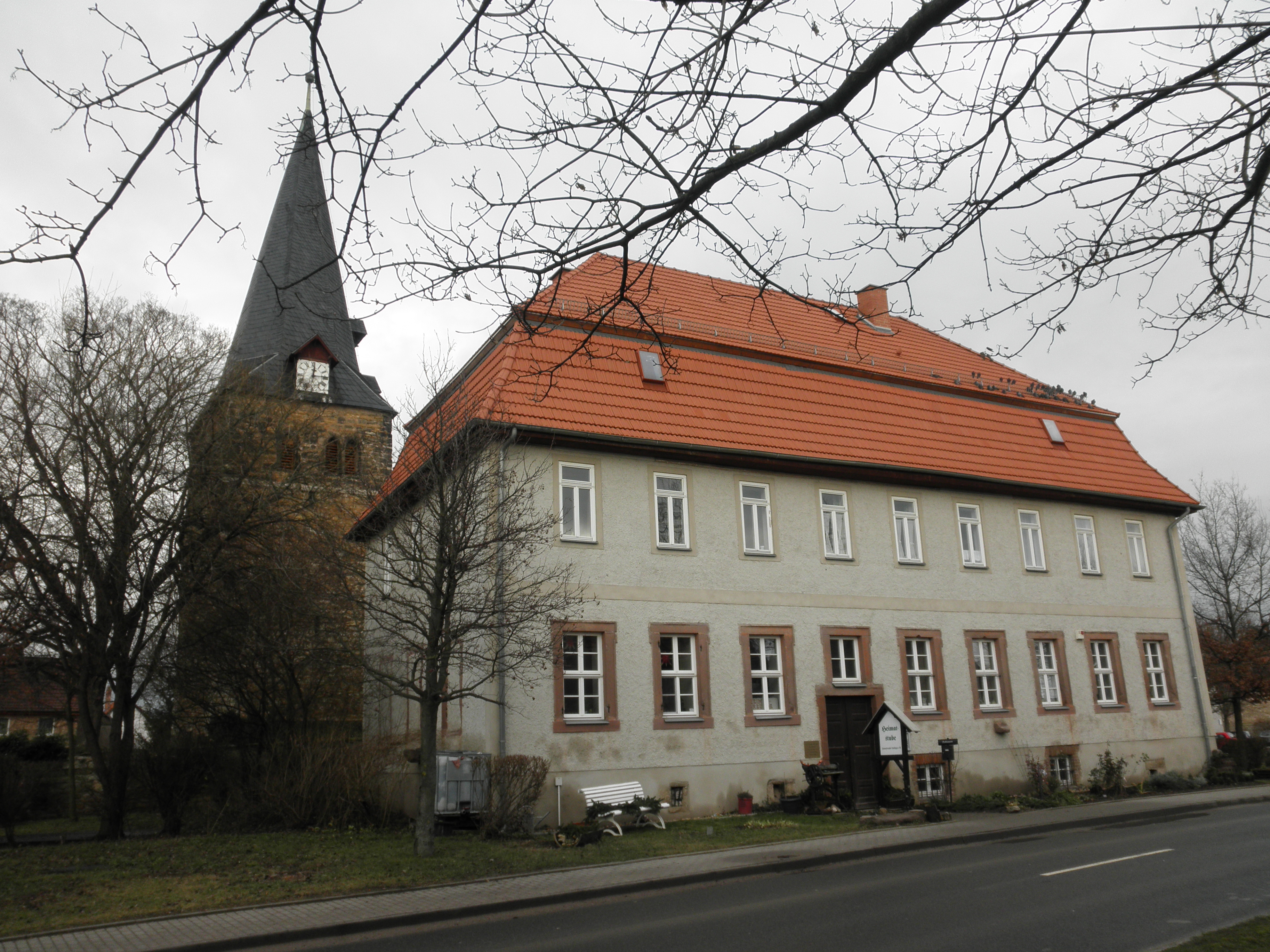
Ehem. Pfarrhaus, heute Heimatmuseum (2012)

Leubingen ist seit 1994 ein Ortsteil der Stadt Sömmerda im thüringischen Landkreis Sömmerda und hatte im Dezember 2022 829 Einwohner.

## Geografie
Leubingen liegt in einer Höhe von etwa 135 m über Normalnull und hat eine zentrale Lage im Thüringer Becken. Das Landgebiet erstreckt sich über eine Fläche von 144 km². Das Dorf liegt 6 km nördlich von Sömmerda und 4 km westlich von Kölleda. Der Fluss Lossa mündet bei Leubingen in die Unstrut. Südlich angrenzend liegt die Leubinger Kiesgrube.

## Geschichte
Um 1940 v. Chr. wurde der frühbronzezeitliche „Fürst von Leubingen“ in einem Prunkgrab in der Nähe des heutigen Ortes bestattet. Aus dem Jahr 891 ist die älteste bekannte Urkunde erhalten, mit der der Edle UNARCH Leubingen an das Kloster Fulda schenkt.
1528 kaufte Hans von Werthern den Ort Leubingen und die darin befindlichen zwei Rittergüter von Graf Adam von Beichlingen. 1565 wurde die Gründung einer einklassigen Knabenschule erwähnt. Der Schwedenkönig Gustav Adolf lagerte 1631 mit seinem Heer in der Leubinger Flur. Nach dem Dreißigjährigen Krieg (1618–48) lebten nur noch neun Familien im Ort. Leubingen gehörte bis 1815 zum kursächsischen Amt Eckartsberga. Durch die Beschlüsse des Wiener Kongresses kam der Ort zu Preußen und wurde 1816 dem Landkreis Eckartsberga im Regierungsbezirk Merseburg der Provinz Sachsen zugeteilt, zu dem er bis 1944 gehörte.
1867 gründete der Amtsvorsteher Scherre die Freiwillige Feuerwehr im Ort. Eine Friedenseiche wurde 1872 vor dem Gasthaus „Goldener Löwe“ gepflanzt. 1907 erfolgte die Einweihung des Kriegerdenkmals 1870/71. Anschluss an die elektrische Stromversorgung erhielt Leubingen im Jahr 1911. Der Sportverein wurde 1924 gegründet.
Nach dem Zweiten Weltkrieg erfolgte 1945 die Bodenreform, 1954 kam es zur Gründung der LPG. 1956 begann der Bau der Wasserleitung. Der Ort Stödten wurde 1965 in die Gemeinde Leubingen eingegliedert. 1994 erfolgte die Eingemeindung von Leubingen nach Sömmerda. Leubingen war in den Jahren 2002/03 vom Jahrhunderthochwasser betroffen. 2006 wurde die neue Bezeichnung des Ortsteiles als „Leubingen/Stödten“ festgelegt. 2010 wurde der erste Bauabschnitt des Neubaus Ortsteilfeuerwache Leubingen fertiggestellt und die neue Fahrzeughalle eingeweiht.
2010 entdeckten Archäologen eine 1500 Jahre alte Gräbergruppe nahe dem Grabhügel des Fürsten – Reiterkrieger von Leubingen: Reiter aus der Zeit der thüringischen Völkerwanderung mit Schwert, Speer, Schild und reichlich verzierten Grabbeilagen.

## Kultur und Sehenswürdigkeiten
Siehe auch: Liste der Kulturdenkmale in Leubingen

### Heimatmuseum
Vom 1994 gegründeten Verein Heimatfreunde Leubingen e. V. wurde der Entschluss gefasst, der Gemeinde ein Museum zu schaffen. Die Idee fand Unterstützung durch die Stadt Sömmerda, und am 15. Juni 1995 erfolgte die Eröffnung der Heimatstube in den Räumlichkeiten des alten Leubinger Pfarrhauses (erbaut 1715). Aktive Vereinsmitglieder sowie interessierte Bürger stellten die Exponate bereit und halfen bei der Ausgestaltung. Die einzelnen Räume des Heimatmuseums sind vorwiegend ausgestattet mit historischen Exponaten aus dem dörflichen Leben sowie einer Nachbildung des bronzezeitlichen Fürstengrabes:
- Küche – Gute Stube – Schlafzimmer
- Sammlung Arbeitsgeräte für Haus, Hof und Feld
- Sammlung Werkzeuge der dörflichen Handwerke
- historische Kleidung und Accessoires
- Nachbildung des bronzezeitlichen Fürstengrabes
- Sammlung militärischer Uniformen und Geräte
- Bilder, Fotos und Schriften[4]

### Leubinger Hügelfest
Alle zwei Jahre wird am Leubinger Fürstenhügel zwischen den Ortsteilen Leubingen und Stödten zur Sonnenwende das Hügelfest mit dem kopflosen Reiter gefeiert. 2010 fand das zehnjährige Jubiläumsfest des Leubinger Heimatvereins e. V. statt.

#### Galerie

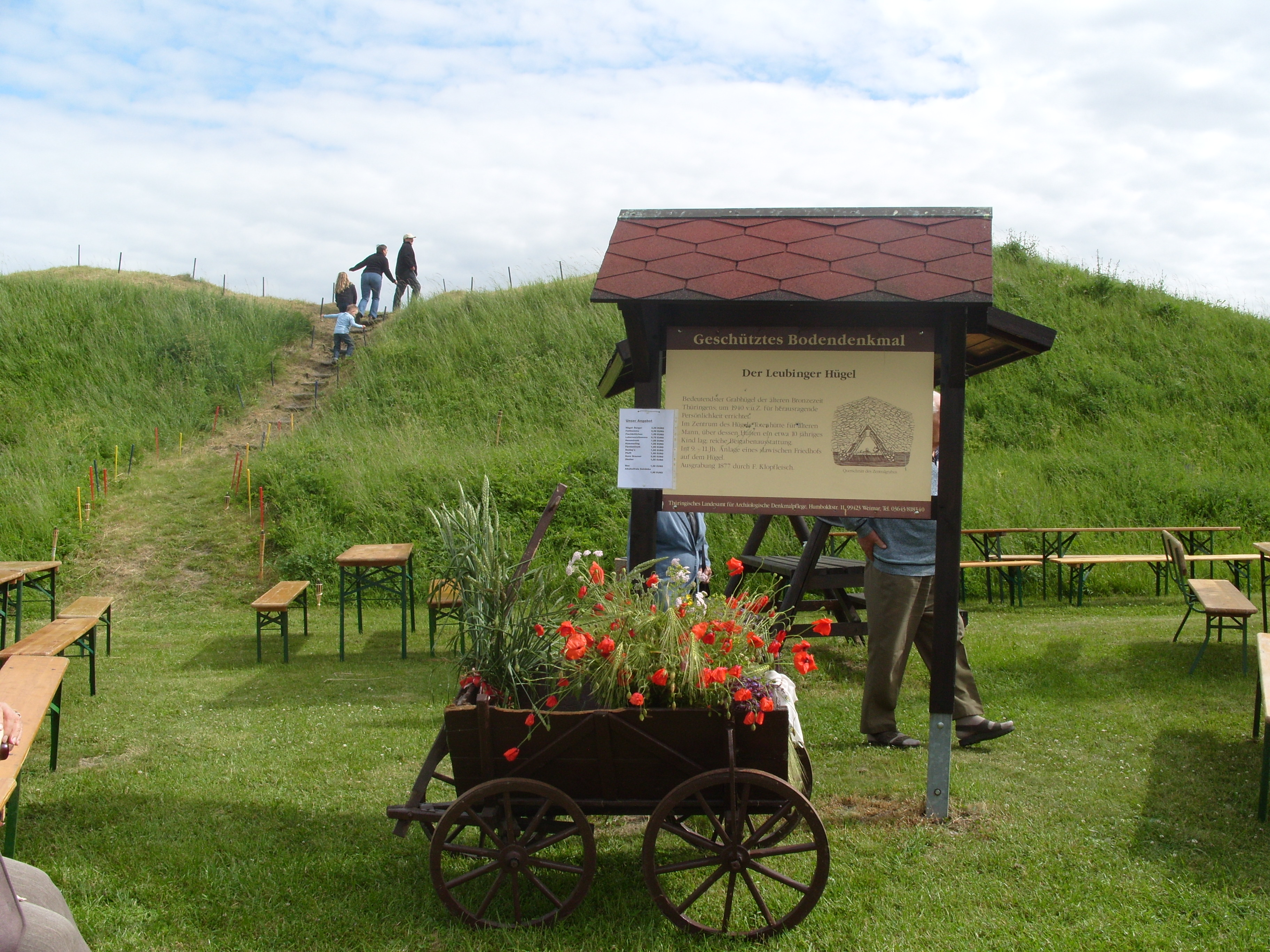
Anzeigetafel am Leubinger Hügel (Im September 2016 nicht mehr aktuell)
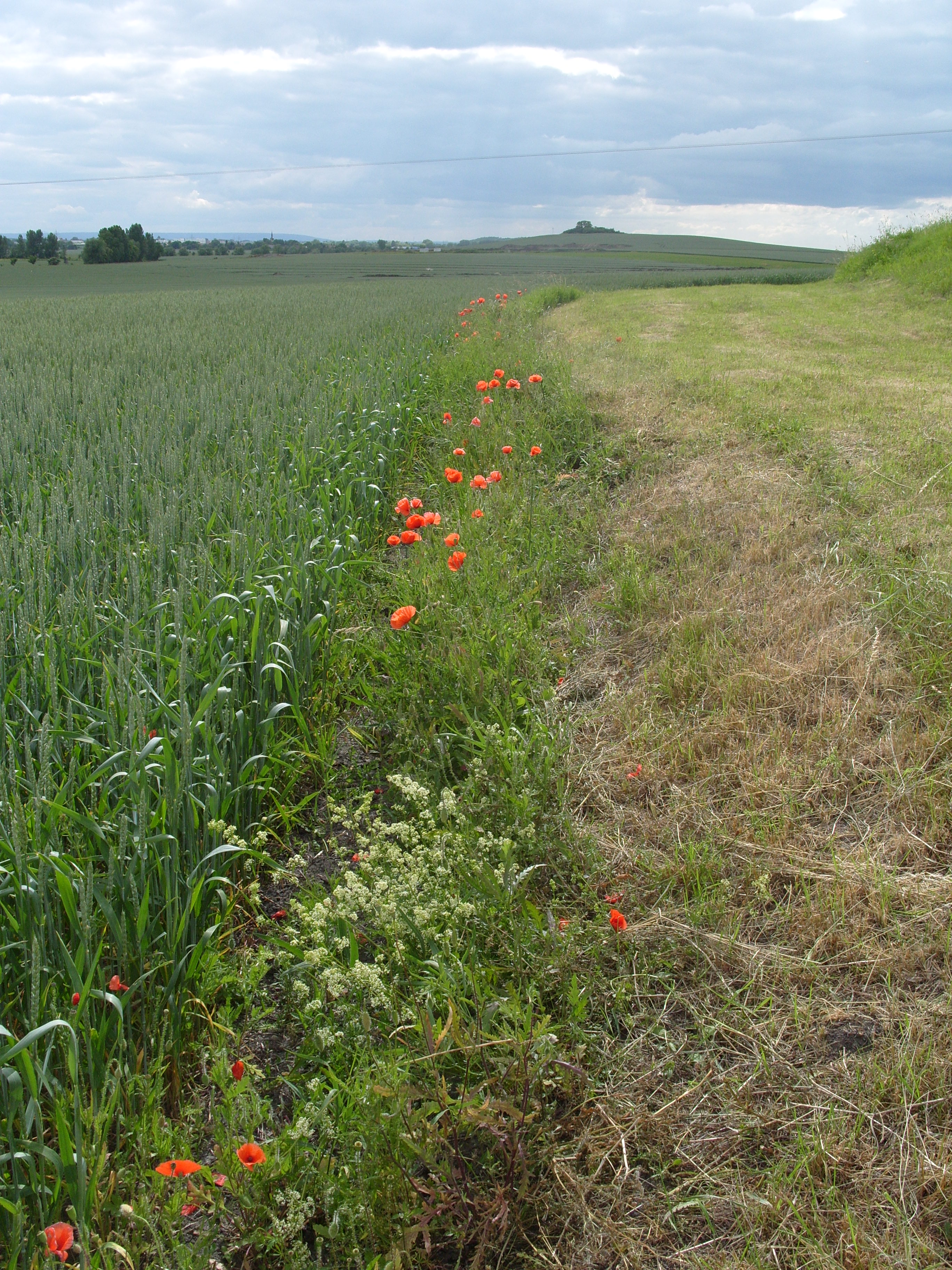
Blick vom Leubinger Grabhügel
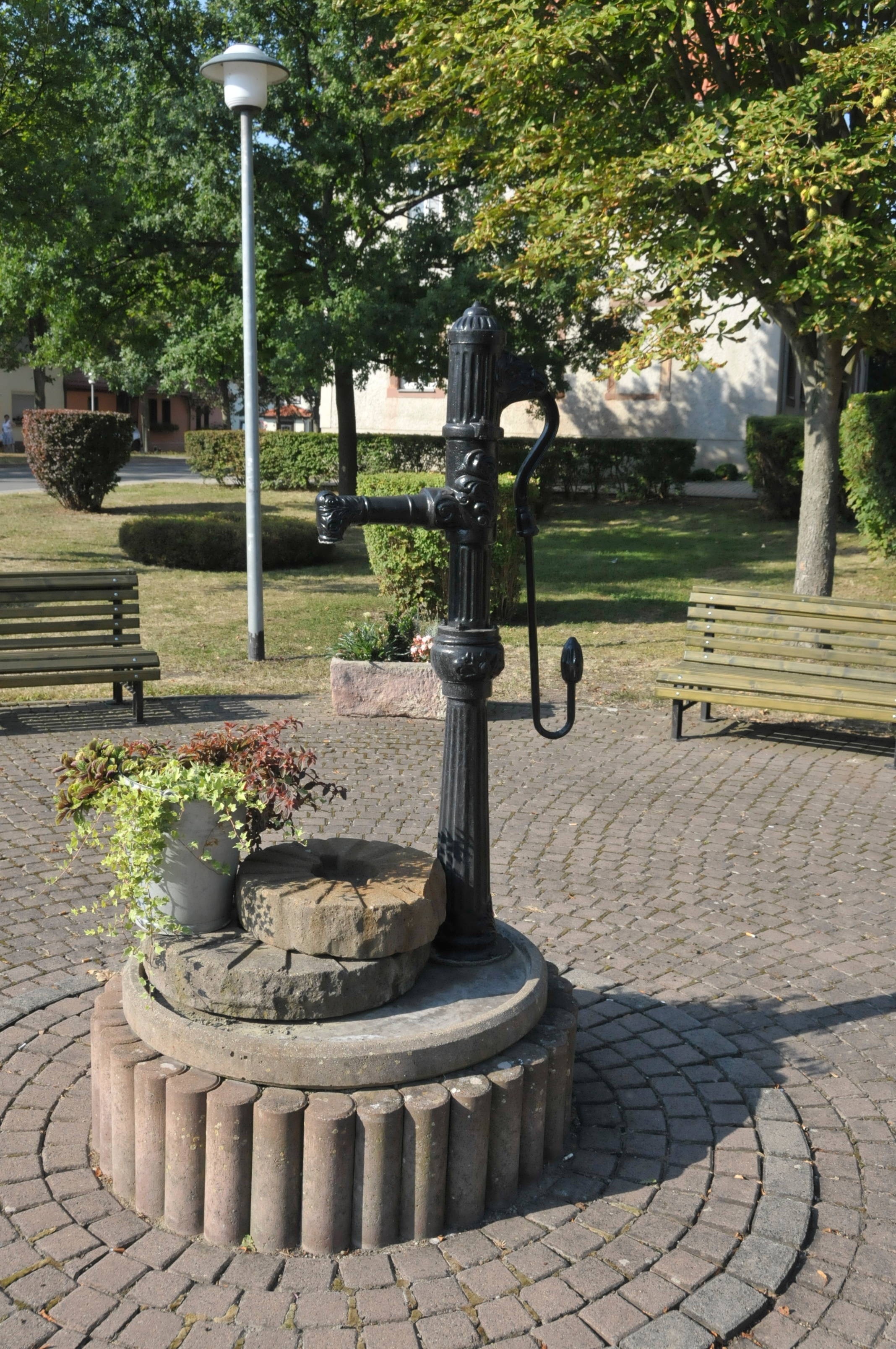
Schwengelpumpe bei der Kirche mit zwei kleinen Waidmühlsteinen
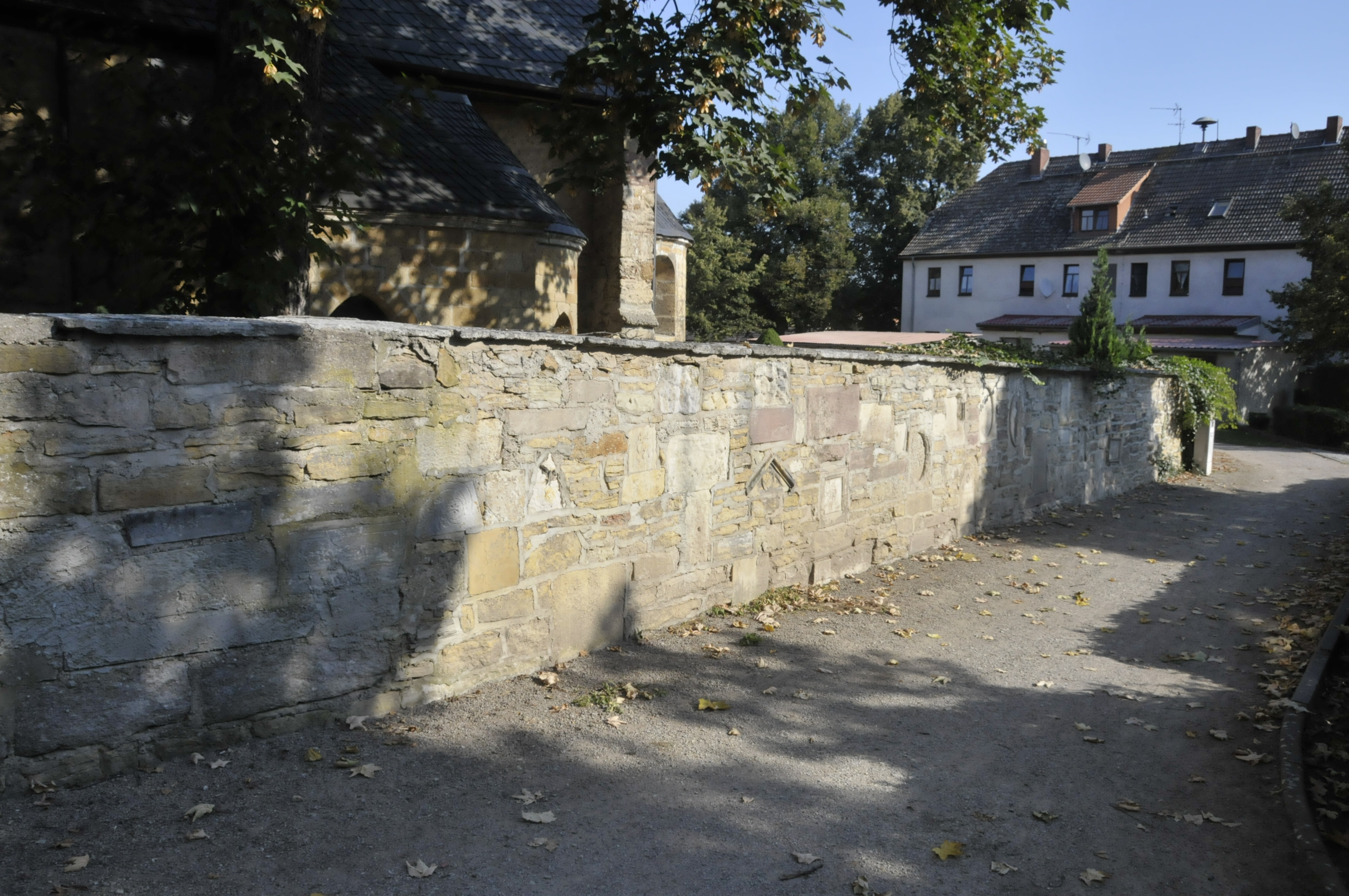
Kirchhofsmauer mit vielen integrierten Grabsteinen
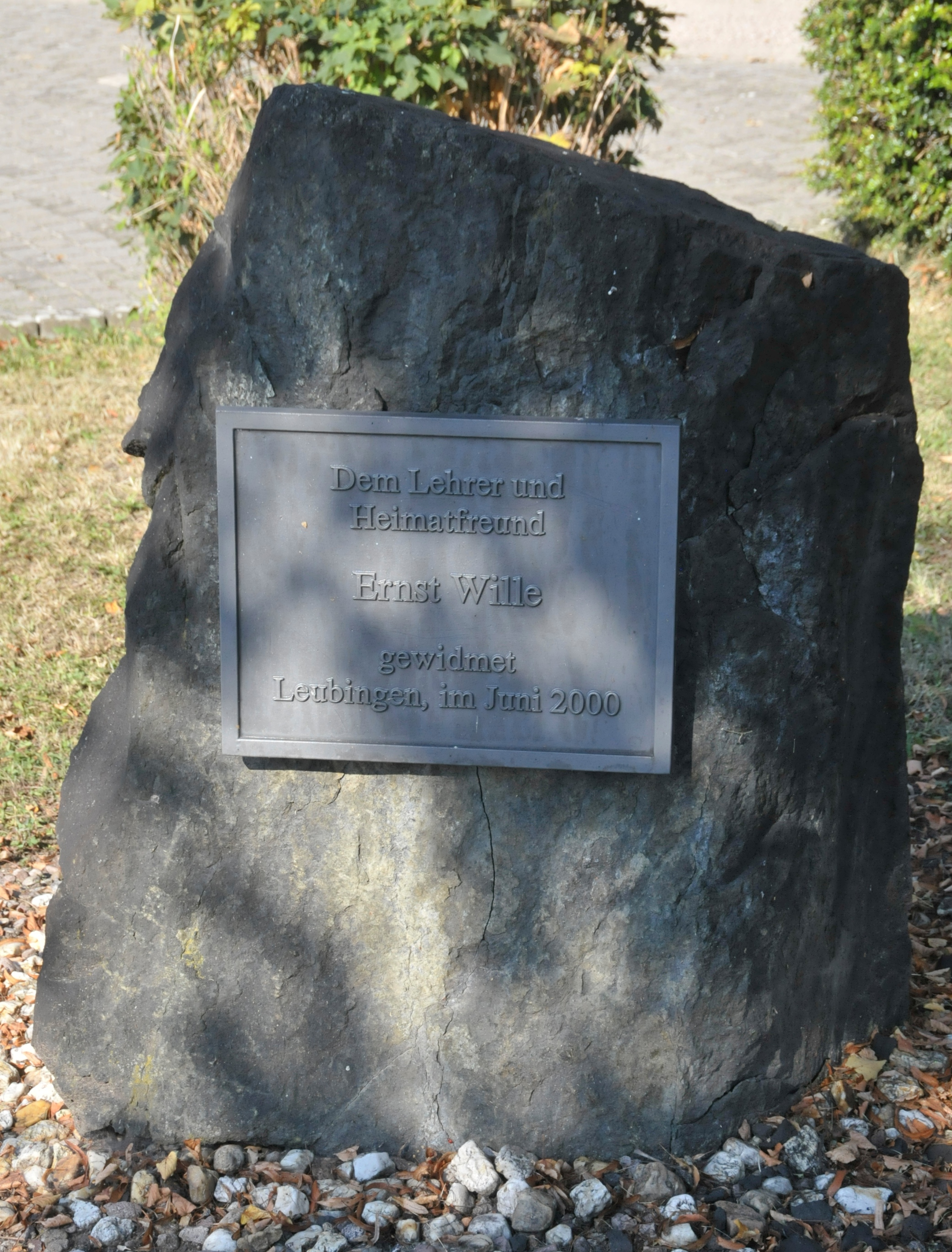
Ernst-Wille-Gedenktafel
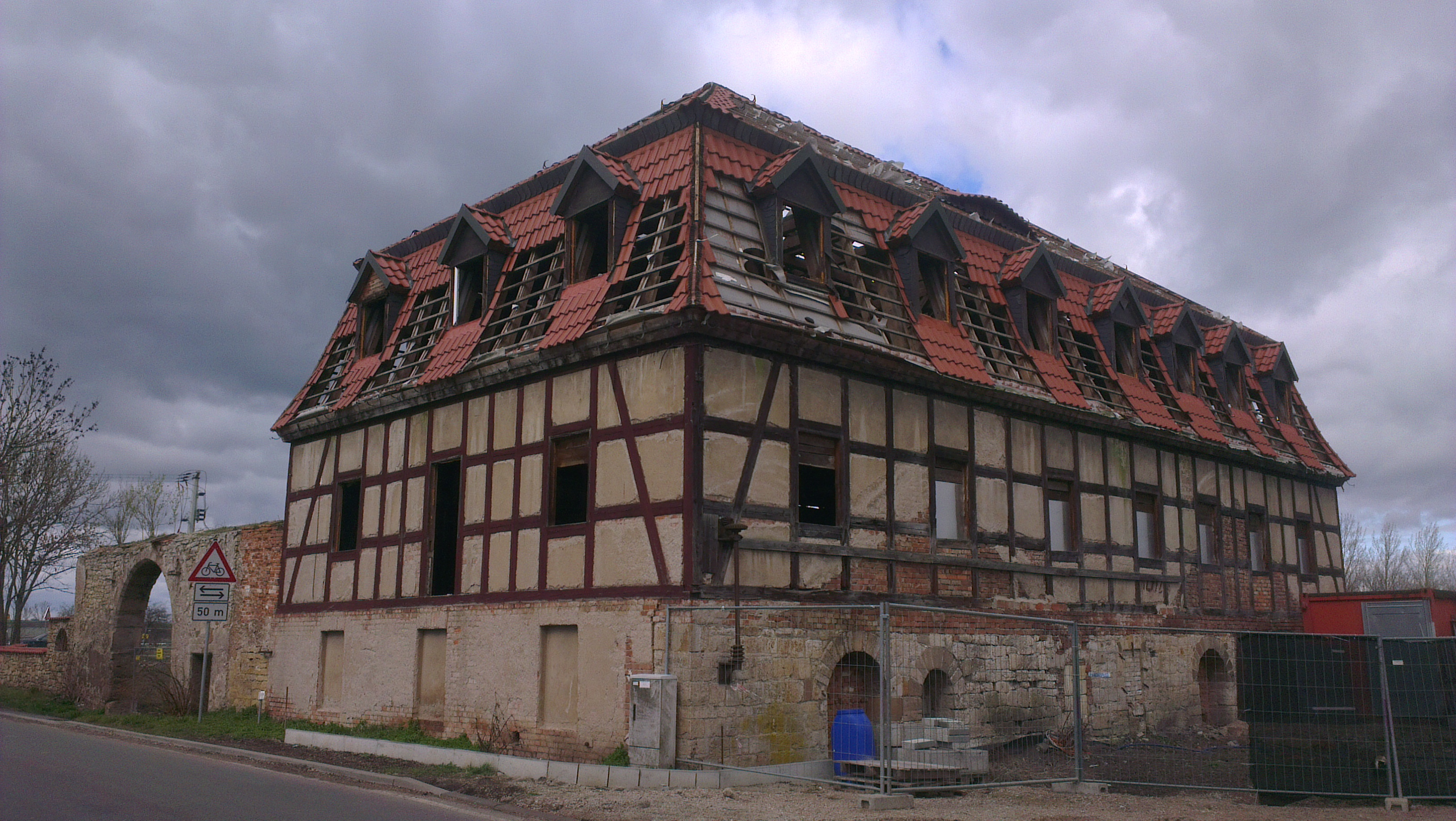
Historische Fachwerkmühle Leubingen
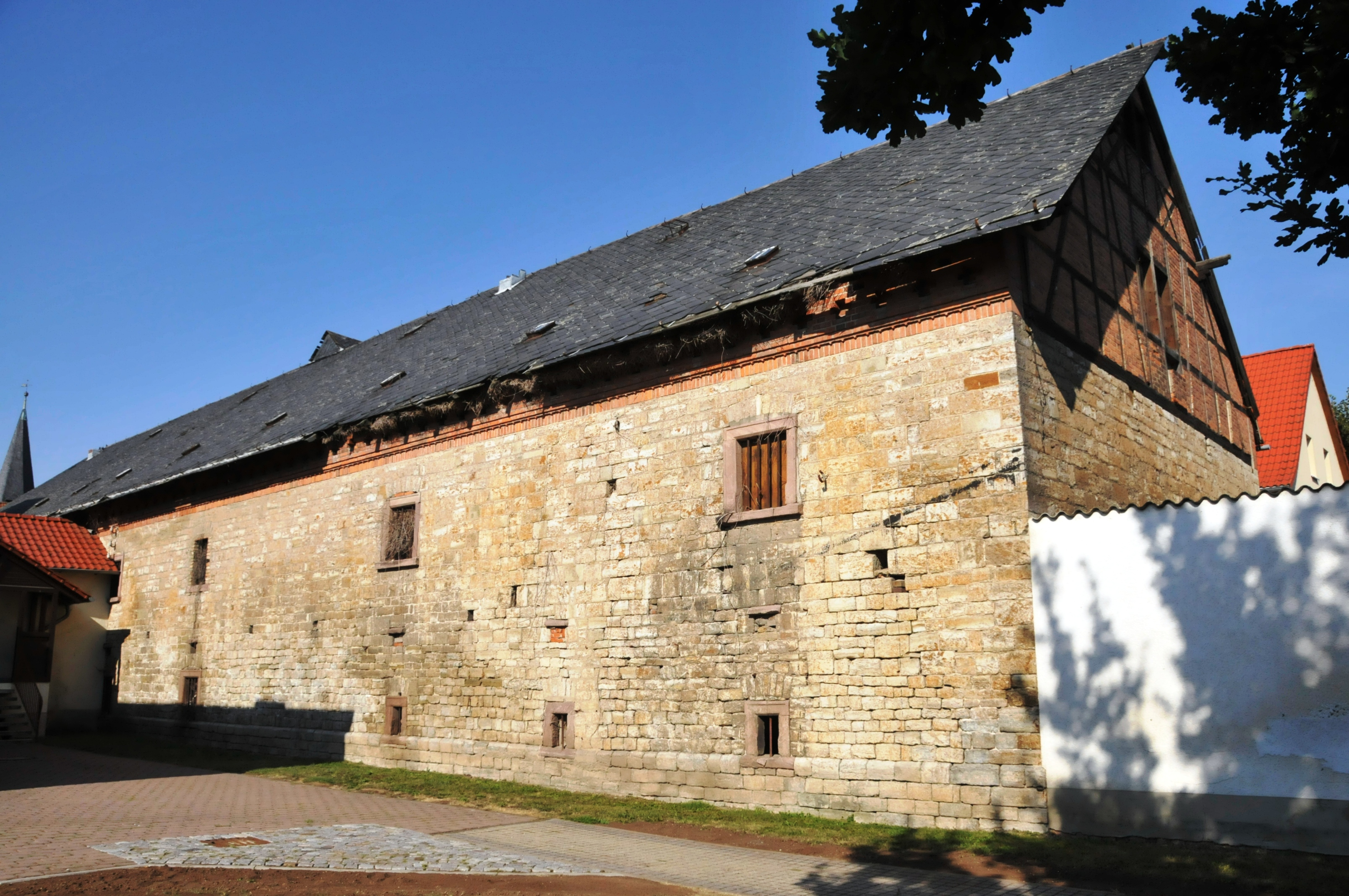
Scheune des ehem. Ritterguts, stark renovierungsbedürftig

### Bauwerke
- Dorfkirche St. Petri
- Altes Pfarrhaus von 1715 (jetzt Heimatmuseum): hier übernachtete am 20. September 1631 der schwedische König Gustav Adolf
- Grabhügel von Leubingen
- Tank und Rastanlage Leubinger Fürstenhügel an der Bundesautobahn A 71, ein Projekt der Internationalen Bauausstellung Thüringen
- Stattliche alte Fachwerk-Wassermühle an der Unstrut, leerstehend und dem Verfall preisgegeben (2011)
- Ehem. Rittergut der Familie von Werthern: Das an der heutigen Rosa-Luxemburg-Straße – Ecke Leubinger Markt gelegene Rittergut entwickelte sich seit dem Kauf des Ortes, 1528 durch Hans von Werthern, zu einem landwirtschaftlichen Betrieb mit 381 ha (Rittergut Stödten mit inbegriffen). Die Gebäude des Guts überstanden die Nachkriegswirren sowie die DDR-Zeit und blieben bis ins 21. Jahrhundert erhalten. Erst im Jahr 2014 wurde das ortsbildprägende Herrenhaus abgerissen. Es handelte sich um einen verputzten zweigeschossigen Barockbau mit Krüppelwalmdach und Fledermausgauben. Das Untergeschoss wurde aus Feldsteinen errichtet, der zweite Stock in Fachwerkbauweise. Heute sind nur noch die baufälligen Scheunen des Guts erhalten.

### Sport
- Sportfreunde Leubingen 1924

### Vereine
- Heimatfreunde Leubingen e. V.
- Ortsfeuerwehrverein Leubingen e. V.
- Kirmesverein Leubingen e. V.

## Wirtschaft

### Verkehr
An der 1881 fertiggestellten Bahnstrecke Sangerhausen–Erfurt hat die Gemeinde einen Bahnhof.
Am 3. September 2015 wurde der letzte Bauabschnitt der BAB 71 zwischen Schweinfurt und Sangerhausen von der thüringischen Ministerin für Infrastruktur und Landwirtschaft Birgit Keller freigegeben. Im Zuge des Ausbaus ist eine Anschlussstelle östlich von Leubingen entstanden. Südöstlich von Leubingen ist in diesem Zuge die Autobahnraststätte „Leubinger Fürstenhügel“ am Fuße des Fürstenhügels entstanden.
Durch einen guten Radweg verbunden, liegt Leubingen nur etwa 1 km entfernt vom Unstrut-Radweg.

## Persönlichkeiten
- Carl August Scherre (1839–1915), Gutsbesitzer, Amtsvorsteher und Mitglied des Deutschen Reichstags